# Llista dels presidents dels consells departamentals de França
La llista dels presidents dels consells departamentals francesos enumera els consellers departamentals el dia de la primera reunió del consell que se celebra automàticament el segon dijous següent a la primera volta de les eleccions departamentals. Després de les eleccions del 2015, els presidents van ser elegits el 2 d'abril de 2015.
Del 1833 al 2015, els consells departamentals es deien “consells generals”. Aquests últims es renovaven a la meitat cada tres anys durant les “eleccions cantonals” i els presidents eren elegits després de cada renovació triennal.

## Llista
- El Consell de París forma part alhora del consell municipal i del consell general; no es veu afectat per les eleccions cantonals.
- El 2007, el Consell General de Saint Pierre i Miquelon ha estat substituït per un consell territorial.

Sigles: PCF = Partit Comunista Francès, PS = Partit Socialista; DVD = divers droite; DVG = divers gauche, NC = Nou Centre; UMP = Unió pel Moviment Popular.
| Número | Departament (o col·lectivitat)               | President                          | Partit | Data                   |
| ------ | -------------------------------------------- | ---------------------------------- | ------ | ---------------------- |
| 01     | Ain                                          | Rachel Mazuir                      | PS     | 20 de març de 2008     |
| 02     | Aisne                                        | Yves Daudigny                      | PS     | 2001                   |
| 03     | Alier                                        | Jean-Paul Dufrègne                 | PCF    | 20 de març de 2008     |
| 04     | Alps de l'Alta Provença                      | Jean-Louis Bianco                  | PS     | 27 de març de 1998     |
| 05     | Alts Alps                                    | Jean-Yves Dusserre                 | UMP    | 20 de març de 2008     |
| 06     | Alps Marítims                                | Éric Ciotti                        | UMP    | 18 de desembre de 2008 |
| 07     | Ardecha                                      | Pascal Terrasse                    | PS     | 3 d'abril 2006         |
| 08     | Ardenes                                      | Benoît Huré                        | UMP    | 1 d'abril 2004         |
| 09     | Arieja                                       | Augustin Bonrepaux                 | PS     | 2001                   |
| 10     | Aube                                         | Philippe Adnot                     | MLM    | Juliol de 1990         |
| 11     | Aude                                         | Marcel Rainaud                     | PS     | 1998                   |
| 12     | Avairon                                      | Jean-Claude Luche                  | UMP    | 20 de març 2008        |
| 13     | Boques del Roine                             | Jean-Noël Guérini                  | PS     | 1998                   |
| 14     | Calvados                                     | Anne d'Ornano                      | ex-UDF | 26 d'abril de 1991     |
| 15     | Cantal                                       | Vincent Descœur                    | UMP    | març de 2001           |
| 16     | Charente                                     | Michel Boutant                     | PS     | 1 d'abril de 2004      |
| 17     | Charente Marítim                             | Dominique Bussereau                | UMP    | 20 de març de 2008     |
| 18     | Cher                                         | Alain Rafesthain                   | PS     | 1 d'abril de 2004      |
| 19     | Corresa                                      | François Hollande                  | PS     | 20 de març de 2008     |
| 2A     | Còrsega del Sud                              | Jean-Jacques Panunzi               | UMP    | 10 d'agost de 2006     |
| 2B     | Alta Còrsega                                 | Jean-Jacques Padovani (ad interim) | ...    | 14 d'octubre de 2010   |
| 21     | Costa d'Or                                   | François Sauvadet                  | NC     | 20 de març de 2008     |
| 22     | Costes d'Armor                               | Claudy Lebreton                    | PS     | 1997                   |
| 23     | Cruesa                                       | Jean-Jacques Lozach                | PS     | març de 2001           |
| 24     | Dordonya                                     | Bernard Cazeau                     | PS     | 1994                   |
| 25     | Doubs                                        | Claude Jeannerot                   | PS     | 1 d'abril de 2004      |
| 26     | Droma                                        | Didier Guillaume                   | PS     | 1 d'abril de 2004      |
| 27     | Eure                                         | Jean-Louis Destans                 | PS     | 2001                   |
| 28     | Eure i Loir                                  | Albéric de Montgolfier             | UMP    | Desembre de 2001       |
| 29     | Finisterre                                   | Pierre Maille                      | PS     | 1998                   |
| 30     | Gard                                         | Damien Alary                       | PS     | 2001                   |
| 31     | Alta Garona                                  | Pierre Izard                       | PS     | 1988                   |
| 32     | Gers                                         | Philippe Martin                    | PS     | 23 de març de 1998     |
| 33     | Girondae                                     | Philippe Madrelle                  | PS     | 1988                   |
| 34     | Erau                                         | André Vézinhet                     | PS     | 1998                   |
| 35     | Ille i Vilaine                               | Jean-Louis Tourenne                | PS     | 1 d'abril de 2004      |
| 36     | Indre                                        | Louis Pinton                       | UMP    | 1998                   |
| 37     | Indre-et-Loire                               | Claude Roiron                      | PS     | 20 de març de 2008     |
| 38     | Isèra                                        | André Vallini                      | PS     | març de 2001           |
| 39     | Jura                                         | Jean Raquin                        | DVD    | 20 de març de 2008     |
| 40     | Landes                                       | Henri Emmanuelli                   | PS     | 5 d'octubre de 1982    |
| 41     | Loir i Cher                                  | Maurice Leroy                      | NC     | 1 d'abril de 2004      |
| 42     | Loira                                        | Bernard Bonne                      | UMP]   | 20 de març de 2008     |
| 43     | Alt Loira                                    | Gérard Roche                       | DVD    | 30 d'abril de 2004     |
| 44     | Loira Atlàntic                               | Patrick Mareschal                  | PS     | 1 d'abril de 2004      |
| 45     | Loiret                                       | Éric Doligé                        | UMP    | 1994                   |
| 46     | Òlt                                          | Gérard Miquel                      | PS     | 1 d'abril de 2004      |
| 47     | Lot i Garona                                 | Pierre Camani                      | PS     | 20 de març de 2008     |
| 48     | Losera                                       | Jean-Paul Pourquier                | UMP    | 1 d'abril de 2004      |
| 49     | Maine i Loira                                | Christophe Béchu                   | UMP    | 1 d'abril de 2004      |
| 50     | Manche                                       | Jean-François Le Grand             | UMP    | 1998                   |
| 51     | Marne                                        | René-Paul Savary                   | UMP    | Juliol de 2003         |
| 52     | Alt Marne                                    | Bruno Sido                         | UMP    | 1998                   |
| 53     | Mayenne                                      | Jean Arthuis                       | AC     | març de 1992           |
| 54     | Meurthe i Mosel·la                           | Michel Dinet                       | PS     | 1998                   |
| 55     | Mosa                                         | Christian Namy                     | UMP    | 1 d'abril de 2004      |
| 56     | Morbihan                                     | Joseph Kergueris                   | ex-UDF | 1 d'abril de 2004      |
| 57     | Mosel·la                                     | Philippe Leroy                     | UMP    | 1992                   |
| 58     | Nièvre                                       | Marcel Charmant                    | PS     | març de 2001           |
| 59     | Nord                                         | Bernard Derosier                   | PS     | 23 de març de 1998     |
| 60     | Oise                                         | Yves Rome                          | PS     | 1 d'abril de 2004      |
| 61     | Orne                                         | Alain Lambert                      | UMP    | 14 de desembre de 2007 |
| 62     | Pas-de-Calais                                | Dominique Dupilet                  | PS     | 1 d'abril de 2004      |
| 63     | Puèi Domat                                   | Jean-Yves Gouttebel                | DVG    | 1 d'abril de 2004      |
| 64     | Pirineus Atlàntics                           | Jean Castaings                     | UMP    | 20 de març de 2008     |
| 65     | Alts Pirineus                                | Josette Durrieu                    | PS     | 20 de març de 2008     |
| 66     | Pirineus Orientals                           | Christian Bourquin                 | PS     | 1998                   |
| 67     | Baix Rin                                     | Guy-Dominique Kennel               | UMP    | 20 de març 2008        |
| 68     | Alt Rin                                      | Charles Buttner                    | UMP    | 1 d'abril de 2004      |
| 69     | Roine                                        | Michel Mercier                     | ex-UDF | 1990                   |
| 70     | Alt Saona                                    | Yves Krattinger                    | PS     | 2002                   |
| 71     | Saona i Loira                                | Arnaud Montebourg                  | PS     | 20 de març de 2008     |
| 72     | Sarthe                                       | Roland du Luart                    | UMP    | 1998                   |
| 73     | Savoia                                       | Hervé Gaymard                      | UMP    | 20 de març de 2008     |
| 74     | Alta Savoia                                  | Christian Monteil                  | DVD    | 20 de març de 2008     |
| 75     | París                                        | Bertrand Delanoë                   | PS     | 18 de març de 2001     |
| 76     | Sena Marítim                                 | Didier Marie                       | PS     | 1 d'abril de 2004      |
| 77     | Sena i Marne                                 | Vincent Eblé                       | PS     | 1 d'abril de 2004      |
| 78     | Yvelines                                     | Alain Schmitz                      | UMP    | 3 de juliol de 2009    |
| 79     | Deux-Sèvres                                  | Éric Gautier                       | PS     | 20 de març de 2008     |
| 80     | Somme                                        | Christian Manable                  | PS     | 20 de març de 2008     |
| 81     | Tarn                                         | Thierry Carcenac                   | PS     | 1991                   |
| 82     | Tarn i Garona                                | Jean-Michel Baylet                 | PRG    | 1986                   |
| 83     | Var                                          | Horace Lanfranchi                  | UMP    | Octubre de 2002        |
| 84     | Vauclusa                                     | Claude Haut                        | PS     | 2001                   |
| 85     | Vendée                                       | Bruno Retailleau (ad interim)      | ...    | 31 d'octubre de 2010   |
| 86     | Viena                                        | Claude Bertaud                     | UMP    | 20 de març de 2008     |
| 87     | Alta Viena                                   | Marie-Françoise Pérol-Dumont       | PS     | 1 d'abril de 2004      |
| 88     | Vosges                                       | Christian Poncelet                 | UMP    | 1976                   |
| 89     | Yonne                                        | Jean-Marie Rolland                 | UMP    | 20 de març de 2008     |
| 90     | Territori de Belfort                         | Yves Ackermann                     | PS     | 1 d'abril de 2004      |
| 91     | Essonne                                      | Michel Berson                      | PS     | 1998                   |
| 92     | Alts del Sena                                | Patrick Devedjian                  | UMP    | 1 de juny de 2007      |
| 93     | Sena Saint-Denis                             | Claude Bartolone                   | PS     | 20 de març de 2008     |
| 94     | Val-de-Marne                                 | Christian Favier                   | PCF    | març de 2001           |
| 95     | Val-d'Oise                                   | Didier Arnal                       | PS     | 20 de març de 2008     |
| 971    | Guadalupe                                    | Jacques Gillot                     | GUSR   | 23 de març de 2001     |
| 972    | Martinica                                    | Claude Lise                        | RDM    | Abril de 1992          |
| 973    | Guaiana                                      | Alain Tien-Liong                   | MDES   | 20 de març de 2008     |
| 974    | Reunió                                       | Nassimah Dindar                    | UMP    | 1 d'abril de 2004      |
| 975    | St-Pierre-et-Miquelon (col·lect. d'ultramar) | Stéphane Artano                    | AD     | 31 de març de 2006     |
| 976    | Mayotte (col·lect. d'ultramar)               | Ahmed Attoumani Douchina           | UMP    | 20 de març de 2008     |